# Amici di Maria De Filippi (diciannovesima edizione, fase serale)
La diciannovesima edizione del talent show musicale Amici di Maria De Filippi è andata in onda nella sua fase serale dal 28 febbraio al 3 aprile 2020 ogni venerdì in prima serata su Canale 5 per sei puntate con la conduzione di Maria De Filippi. Al termine dell'edizione, dal 15 maggio al 5 giugno 2020, sono andate in onda altre quattro puntate dedicate al circuito Amici Speciali. Giuliano Peparini ha ricoperto il ruolo di direttore artistico del serale per la settima volta all'interno del talent.
La principale novità di questa edizione è stata l'assenza delle due squadre (solitamente Bianca e Blu) e dei rispettivi direttori artistici, permettendo così ai concorrenti di sfidarsi l'uno contro l'altro e di concorrere per sé stessi. 
| Vincitori            | Vincitori    |
| Amici 19             | Gaia Gozzi   |
| -------------------- | ------------ |
| Danza                | Javier Rojas |
| Premio Della Critica | Javier Rojas |
| Premio TIM Music     | Gaia Gozzi   |
| Premio TIM           | Nyv          |
| Premio Marlù         | [ N 1 ]      |

## Regolamento
La puntata è suddivisa in gironi, ognuno valutato da un organo giudicante differente. Il primo classificato, del girone, se previsto, passa alla puntata successiva, il secondo classificato, se previsto, può affrontare e superare tre step per passare alla puntata successiva. Gli altri concorrenti rimasti giocano un nuovo girone con le stesse modalità. Gli ultimi concorrenti in classifica di ogni girone sono a rischio eliminazione si affrontano nel ballottaggio per decretare l'eliminato della puntata.

## Concorrenti
Sono stati ammessi al serale 10 concorrenti:
     Vincitore
     Primo classificato della categoria perdente
     Finalista
     Eliminato/a
     Ritirato/a
| Concorrenti | Concorrenti                       | Concorrenti  |
| Posizione   | Nome                              | Disciplina   |
| ----------- | --------------------------------- | ------------ |
| 1           | Gaia Gozzi                        | cantautorato |
| 2           | Javier Rojas                      | classico     |
| 3           | Giulia Molino                     | cantautorato |
| 4           | Nicolai Gorodiskii                | classico     |
| 5           | Nyv (Mirella Nyvinne Pinternagel) | cantautorato |
| 6           | Jacopo Ottonello                  | canto        |
| 7           | Valentin Alexandru Dumitru        | latino       |
| 8           | Talisa Ravagnani                  | hip-hop      |
| 9           | Francesco Bertoli                 | cantautorato |
| 10          | Martina Beltrami                  | cantautorato |

## Tabellone delle eliminazioni
Legenda:
Giudizio espresso:

 dai professori

 dal televoto 

 dalla giuria d'eccezione

 dalla giuria tecnica (VAR)

     Accede alla puntata successiva
     Candidato ad accedere alla puntata successiva
     A rischio eliminazione
     Vince il ballottaggio ed è salvo/a
     Eliminato/a
     Ritirato/a
     Non partecipa alla partita perché in ballottaggio
     Non accede ancora alla finale
N.D. Non sottoposto a ballottaggio o non partecipa alla sfida in finale
     Finalista/Accede alla finale

     Primo classificato della categoria perdente

     Vincitore

|                   |            | 28/02      | 28/02      | 28/02                  | 28/02                  | 06/03                  | 06/03                  | 06/03                  | 06/03                  | 06/03                  | 13/03                  | 13/03                  | 13/03                  | 13/03                  | 20/03                  | 20/03                  | 20/03                  | 20/03                  | 20/03                  | 20/03                  | 27/03                  | 27/03                  | 27/03                  | 27/03                  | 27/03                  | 27/03                  | 03/04                  | 03/04                  | 03/04                  | 03/04                  | 03/04                  | Disciplina   |
| 1ª PUNTATA        | 1ª PUNTATA | 1ª PUNTATA | 1ª PUNTATA | 2ª PUNTATA             | 2ª PUNTATA             | 2ª PUNTATA             | 2ª PUNTATA             | 2ª PUNTATA             | 3ª PUNTATA             | 3ª PUNTATA             | 3ª PUNTATA             | 3ª PUNTATA             | 4ª PUNTATA             | 4ª PUNTATA             | 4ª PUNTATA             | 4ª PUNTATA             | 4ª PUNTATA             | 4ª PUNTATA             | SEMIFINALE             | SEMIFINALE             | SEMIFINALE             | SEMIFINALE             | SEMIFINALE             | SEMIFINALE             | FINALE                 | FINALE                 | FINALE                 | FINALE                 | FINALE                 |                        |                        | Disciplina   |
| Girone            | Girone     | 1          | 1          | 2                      | 2                      | 1                      | 1                      | 2                      | 2                      | 2                      | 1                      | 2                      | 2                      | 2                      | 1                      | 2                      | 2                      | 3                      | 4                      | 4                      |                        | 1                      | 1                      | 2                      | FINALE                 | FINALE                 | FINALE                 | FINALE                 | FINALE                 | 3                      | 3                      | Disciplina   |
| ----------------- | ---------- | ---------- | ---------- | ---------------------- | ---------------------- | ---------------------- | ---------------------- | ---------------------- | ---------------------- | ---------------------- | ---------------------- | ---------------------- | ---------------------- | ---------------------- | ---------------------- | ---------------------- | ---------------------- | ---------------------- | ---------------------- | ---------------------- | ---------------------- | ---------------------- | ---------------------- | ---------------------- | ---------------------- | ---------------------- | ---------------------- | ---------------------- | ---------------------- | ---------------------- | ---------------------- | ------------ |
| Organo giudicante |            |            |            |                        |                        |                        |                        |                        |                        |                        |                        |                        |                        |                        |                        |                        |                        |                        |                        |                        |                        |                        |                        |                        |                        |                        |                        |                        |                        |                        |                        | Disciplina   |
| 1                 | Gaia       | 3ª         | N.D.       | –                      |                        | 1ª                     |                        |                        |                        |                        | 3º                     | 3º                     |                        |                        | 2ª                     | 3ª                     | N.D.                   | –                      | 1ª                     |                        | N.D.                   | 1ª                     |                        |                        |                        |                        | 1ª                     | 1ª                     |                        | 1ª                     | VINCITRICE             | cantautorato |
| 2                 | Javier     | 4º         | N.D.       | 1º                     |                        | N.D.                   | N.D.                   | 1ª                     |                        |                        | 2º                     | 1º                     |                        |                        | 4º                     | 1º                     |                        |                        |                        |                        |                        | 5º                     | N.D.                   | 1º                     |                        |                        | 2º                     | 3º                     | 1º                     | 2°                     | SECONDO                | classico     |
| 3                 | Giulia     | 5ª         | N.D.       | 2ª                     |                        | 2ª                     | N.D.                   | 2º                     |                        |                        | 3º                     | 2º                     |                        |                        | 5ª                     | 5ª                     | N.D.                   | –                      | 3ª                     |                        |                        | 1ª                     |                        | 4ª                     | –                      |                        | 3ª                     | 2ª                     | 2ª                     | TERZA                  | TERZA                  | cantautorato |
| 4                 | Nicolai    | 1º         |            |                        |                        | [ N 3 ]                |                        |                        |                        |                        | 1º                     | 1º                     |                        |                        | 3º                     | 1º                     |                        | 1ª                     |                        |                        | N.D.                   | 3º                     | N.D.                   | 2º                     | 1º                     |                        | 4º                     | QUARTO                 | QUARTO                 | QUARTO                 | QUARTO                 | classico     |
| 5                 | Nyv        | 2ª         |            |                        |                        | 1ª                     |                        | 2º                     |                        |                        | [ N 4 ]                |                        |                        |                        | 1ª                     |                        |                        |                        |                        |                        | N.D.                   | 4ª                     | N.D.                   | 3ª                     | –                      |                        | ELIMINATA (Semifinale) | ELIMINATA (Semifinale) | ELIMINATA (Semifinale) | ELIMINATA (Semifinale) | ELIMINATA (Semifinale) | cantautorato |
| 6                 | Jacopo     | 8º         | N.D.       | –                      |                        | 6º                     |                        |                        |                        |                        | 5º                     |                        |                        | [ N 5 ]                | 6º                     | 4º                     | N.D.                   | –                      | 2º                     |                        | ELIMINATO (4ª puntata) | ELIMINATO (4ª puntata) | ELIMINATO (4ª puntata) | ELIMINATO (4ª puntata) | ELIMINATO (4ª puntata) | ELIMINATO (4ª puntata) | ELIMINATO (4ª puntata) | ELIMINATO (4ª puntata) | ELIMINATO (4ª puntata) | ELIMINATO (4ª puntata) | ELIMINATO (4ª puntata) | canto        |
| 7                 | Valentin   | 6º         | N.D.       | –                      |                        | 2ª                     | N.D.                   | 1ª                     |                        |                        | 4º                     | 4º                     |                        |                        | RITIRATO (3ª puntata)  | RITIRATO (3ª puntata)  | RITIRATO (3ª puntata)  | RITIRATO (3ª puntata)  | RITIRATO (3ª puntata)  | RITIRATO (3ª puntata)  | RITIRATO (3ª puntata)  | RITIRATO (3ª puntata)  | RITIRATO (3ª puntata)  | RITIRATO (3ª puntata)  | RITIRATO (3ª puntata)  | RITIRATO (3ª puntata)  | RITIRATO (3ª puntata)  | RITIRATO (3ª puntata)  | RITIRATO (3ª puntata)  | RITIRATO (3ª puntata)  | RITIRATO (3ª puntata)  | latino       |
| 8                 | Talisa     | 7ª         | N.D.       | –                      |                        | 5ª                     |                        |                        |                        |                        | ELIMINATA (2ª puntata) | ELIMINATA (2ª puntata) | ELIMINATA (2ª puntata) | ELIMINATA (2ª puntata) | ELIMINATA (2ª puntata) | ELIMINATA (2ª puntata) | ELIMINATA (2ª puntata) | ELIMINATA (2ª puntata) | ELIMINATA (2ª puntata) | ELIMINATA (2ª puntata) | ELIMINATA (2ª puntata) | ELIMINATA (2ª puntata) | ELIMINATA (2ª puntata) | ELIMINATA (2ª puntata) | ELIMINATA (2ª puntata) | ELIMINATA (2ª puntata) | ELIMINATA (2ª puntata) | ELIMINATA (2ª puntata) | ELIMINATA (2ª puntata) | ELIMINATA (2ª puntata) | ELIMINATA (2ª puntata) | hip hop      |
| 9                 | Francesco  | 9º         |            | –                      |                        | ELIMINATO (1ª puntata) | ELIMINATO (1ª puntata) | ELIMINATO (1ª puntata) | ELIMINATO (1ª puntata) | ELIMINATO (1ª puntata) | ELIMINATO (1ª puntata) | ELIMINATO (1ª puntata) | ELIMINATO (1ª puntata) | ELIMINATO (1ª puntata) | ELIMINATO (1ª puntata) | ELIMINATO (1ª puntata) | ELIMINATO (1ª puntata) | ELIMINATO (1ª puntata) | ELIMINATO (1ª puntata) | ELIMINATO (1ª puntata) | ELIMINATO (1ª puntata) | ELIMINATO (1ª puntata) | ELIMINATO (1ª puntata) | ELIMINATO (1ª puntata) | ELIMINATO (1ª puntata) | ELIMINATO (1ª puntata) | ELIMINATO (1ª puntata) | ELIMINATO (1ª puntata) | ELIMINATO (1ª puntata) | ELIMINATO (1ª puntata) | ELIMINATO (1ª puntata) | cantauorato  |
| 10                | Martina    | 9ª         |            | ELIMINATA (1ª puntata) | ELIMINATA (1ª puntata) | ELIMINATA (1ª puntata) | ELIMINATA (1ª puntata) | ELIMINATA (1ª puntata) | ELIMINATA (1ª puntata) | ELIMINATA (1ª puntata) | ELIMINATA (1ª puntata) | ELIMINATA (1ª puntata) | ELIMINATA (1ª puntata) | ELIMINATA (1ª puntata) | ELIMINATA (1ª puntata) | ELIMINATA (1ª puntata) | ELIMINATA (1ª puntata) | ELIMINATA (1ª puntata) | ELIMINATA (1ª puntata) | ELIMINATA (1ª puntata) | ELIMINATA (1ª puntata) | ELIMINATA (1ª puntata) | ELIMINATA (1ª puntata) | ELIMINATA (1ª puntata) | ELIMINATA (1ª puntata) | ELIMINATA (1ª puntata) | ELIMINATA (1ª puntata) | ELIMINATA (1ª puntata) | ELIMINATA (1ª puntata) | ELIMINATA (1ª puntata) | ELIMINATA (1ª puntata) | cantautorato |

### Podio generale
|        |        |    |  |         |
|        |        |    |  | 4º      |
|        | Gaia   |    |  | Nicolai |
| Javier | Gaia   |    |  |         |
| 1º     | Giulia |    |  |         |
| 1º     | Giulia | 2º |  |         |
| 1º     | 3º     |    |  |         |

### Podio canto
|        |      |    |  |        |
|        |      |    |  | 4º     |
|        | Gaia |    |  | Jacopo |
| Giulia | Gaia |    |  |        |
| 1º     | Nyv  |    |  |        |
| 1º     | Nyv  | 2º |  |        |
| 1º     | 3º   |    |  |        |

### Podio danza
|         |          |    |  |        |
|         |          |    |  | 4º     |
|         | Javier   |    |  | Talisa |
| Nicolai | Javier   |    |  |        |
| 1º      | Valentin |    |  |        |
| 1º      | Valentin | 2º |  |        |
| 1º      | 3º       |    |  |        |

## Tabellone delle esibizioni
Accede alla puntata successiva
     Candidato ad accedere alla puntata successiva
     A rischio eliminazione
     Eliminato/a
     Ritirato/a
     Accede alla Finale

### 1ª puntata
La prima puntata del serale è andata in onda venerdì 28 febbraio 2020.

#### Primo girone
In questo primo girone a giudicare e scegliere chi potrà accedere alla seconda puntata è la giuria d'eccezione unita al voto della commissione interna.
| Ordine di esibizione | Concorrente                   | Esibizione       | Classifica | Esito                                 |
| -------------------- | ----------------------------- | ---------------- | ---------- | ------------------------------------- |
| 9                    | Nicolai                       | Innuendo         | 1º         | Accede alla 2ª puntata                |
| 10                   | Nyv con Elisa                 | Anche fragile    | 2ª         | Candidata ad accedere alla 2ª puntata |
| 6                    | Gaia con Emma                 | Stupida allegria | 3ª         | Non accede ancora alla 2ª puntata     |
| 3                    | Javier                        | Frozen           | 4º         | Non accede ancora alla 2ª puntata     |
| 2                    | Giulia con Ghali              | Happy days       | 5ª         | Non accede ancora alla 2ª puntata     |
| 1                    | Valentin                      | Freedom          | 6º         | Non accede ancora alla 2ª puntata     |
| 5                    | Talisa                        | Dance monkey     | 7ª         | Non accede ancora alla 2ª puntata     |
| 7                    | Jacopo con Alessandra Amoroso | Immobile         | 8º         | Non accede ancora alla 2ª puntata     |
| 8                    | Martina con J-Ax              | Tutto tua madre  | 9º         | A rischio eliminazione                |
| 4                    | Francesco con Ermal Meta      | Piccola anima    | 9º         | A rischio eliminazione                |

Ballottaggio
L'organo giudicante del ballottaggio è il televoto.
| PROVA    | MARTINA          | FRANCESCO     |
| -------- | ---------------- | ------------- |
| I        | Someone like you | Faith         |
| VITTORIA | FRANCESCO (79%)  | MARTINA (21%) |

#### Accesso con i 3 semafori
Nyv, in quanto seconda classificata del girone, ha la possibilità di accedere alla puntata successiva solo se ottiene 3 semafori verdi.
| Concorrente | Esibizione                                                          | Organo giudicante      | Esito                  | %                      | %                      |
| Concorrente | Esibizione                                                          | Organo giudicante      | Esito                  | Sì                     | No                     |
| ----------- | ------------------------------------------------------------------- | ---------------------- | ---------------------- | ---------------------- | ---------------------- |
| NYV         | Prova Ritornelli Lady / L'amour toujours / Nessuno mi può giudicare | Televoto               |                        | 90%                    | 10%                    |
| NYV         | I'll be missing you                                                 | Televoto               |                        | 94%                    | 6%                     |
| NYV         | Attention                                                           | Gabry Ponte            |                        | –                      | –                      |
| Verdetto    | Accede alla 2ª puntata                                              | Accede alla 2ª puntata | Accede alla 2ª puntata | Accede alla 2ª puntata | Accede alla 2ª puntata |

#### Secondo girone
In questo secondo girone a giudicare e scegliere chi potrà accedere alla seconda puntata è la giuria d'eccezione.
| Ordine di esibizione | Concorrente | Esibizione                                          | Classifica | Esito                                 |
| -------------------- | ----------- | --------------------------------------------------- | ---------- | ------------------------------------- |
| 7                    | Javier      | Mi mancherai                                        | 1º         | Accede alla 2ª puntata                |
| 5                    | Giulia      | Cu'mme                                              | 2ª         | Candidata ad accedere alla 2ª puntata |
| 4                    | Gaia        | Bang Bang (My Baby Shot Me Down)                    | –          | Non accede ancora alla 2ª puntata     |
| 1                    | Valentin    | Por una cabeza                                      | –          | Non accede ancora alla 2ª puntata     |
| 3                    | Talisa      | Improvvisazione Mi parli piano / Trattengo il fiato | –          | Non accede ancora alla 2ª puntata     |
| 2                    | Jacopo      | Il mio giorno più bello del mondo                   | –          | Non accede ancora alla 2ª puntata     |
| 6                    | Francesco   | Love yourself                                       | –          | Non accede ancora alla 2ª puntata     |

#### Accesso con i 3 semafori
Giulia, in quanto seconda classificata del girone, ha la possibilità di accedere alla puntata successiva solo se ottiene 3 semafori verdi.
| Concorrente | Esibizione                                                                               | Organo giudicante      | Esito                  | %                      | %                      |
| Concorrente | Esibizione                                                                               | Organo giudicante      | Esito                  | Sì                     | No                     |
| ----------- | ---------------------------------------------------------------------------------------- | ---------------------- | ---------------------- | ---------------------- | ---------------------- |
| GIULIA      | Prova Ritornelli Vedrai vedrai / Tu si na cosa grande / Mi sei scoppiato dentro al cuore | Televoto               |                        | 77%                    | 23%                    |
| GIULIA      | Halo                                                                                     | Televoto               |                        | 79%                    | 21%                    |
| GIULIA      | Remedios                                                                                 | Gabry Ponte            |                        | –                      | –                      |
| Verdetto    | Accede alla 2ª puntata                                                                   | Accede alla 2ª puntata | Accede alla 2ª puntata | Accede alla 2ª puntata | Accede alla 2ª puntata |

#### Girone "In eliminazione"
L'organo giudicante di questo girone è la giuria tecnica (VAR). La giuria è chiamata a salvare massimo 3 allievi. I restanti invece dovranno scontrarsi in un ballottaggio finale per decretare chi passa in seconda puntata e chi viene eliminato.
| Concorrente | Esito                  |
| ----------- | ---------------------- |
| VALENTIN    | A rischio eliminazione |
| JACOPO      | Accede alla 2ª puntata |
| GAIA        | Accede alla 2ª puntata |
| TALISA      | Accede alla 2ª puntata |
| FRANCESCO   | A rischio eliminazione |

#### Ballottaggio
In questo ballottaggio a giudicare e scegliere l'ultimo allievo che passa alla puntata successiva sono i professori e la giuria tecnica (VAR).
| PROVA    | VALENTIN                            | FRANCESCO          |
| -------- | ----------------------------------- | ------------------ |
| I        | Medley Havana / I Like It Like That | You are the reason |
| VITTORIA | VALENTIN                            | FRANCESCO          |

### 2ª puntata
La seconda puntata del serale è andata in onda venerdì 6 marzo 2020.

#### Primo girone
In questo primo girone a giudicare e scegliere chi potrà accedere alla seconda puntata è Gabry Ponte. Per provvedimento disciplinare da parte di Timor Steffens non partecipano a questo girone Nicolai e Javier.
| Ordine di esibizione | Concorrente               | Esibizione            | Classifica | Esito                                 |
| -------------------- | ------------------------- | --------------------- | ---------- | ------------------------------------- |
| 5                    | Nyv                       | Per averti            | 1º         | Candidata ad accedere alla 3ª puntata |
| 6                    | Gaia                      | Ragazzo mio           | 1º         | Candidata ad accedere alla 3ª puntata |
| 1                    | Valentin                  | Vente pa' ca          | 3º         | Non accede ancora alla 3ª puntata     |
| 4                    | Giulia con Loredana Bertè | Cosa ti aspetti da me | 3º         | Non accede ancora alla 3ª puntata     |
| 3                    | Talisa                    | Blurred Lines         | 5ª         | A rischio eliminazione                |
| 2                    | Jacopo con Fabrizio Moro  | Portami via           | 6º         | A rischio eliminazione                |

Spareggio
In questo spareggio a giudicare e scegliere l'allieva che passa alla puntata successiva è il televoto.
| PROVA    | NYV                              | GAIA                                |
| -------- | -------------------------------- | ----------------------------------- |
| I        | Comparata CANTO Mad world        | Comparata CANTO Mad world           |
| II       | con Al Bano Quando quando quando | Medley (con Mahmood) Barrio / Soldi |
| VITTORIA | GAIA (62%)                       | NYV (38%)                           |

#### Secondo girone
In questo secondo girone a giudicare e scegliere chi potrà accedere alla terza puntata è la giuria tecnica (VAR). Per provvedimento disciplinare da parte di Timor Steffens non partecipa a questo girone Nicolai.
| Ordine di esibizione | Concorrente | Esibizione         | Classifica | Esito                                 |
| -------------------- | ----------- | ------------------ | ---------- | ------------------------------------- |
| 3                    | Javier      | Smile              | 1º         | Candidato ad accedere alla 3ª puntata |
| 1                    | Valentin    | Je suis malade     | 1º         | Candidato ad accedere alla 3ª puntata |
| 2                    | Nyv         | Rhythm is a dancer | 2º         | A rischio eliminazione                |
| 4                    | Giulia      | Invece no          | 2º         | A rischio eliminazione                |

Spareggio
In questo spareggio l'organo giudicante è Vanessa Incontrada.
| PROVA    | JAVIER                  | VALENTIN                |
| -------- | ----------------------- | ----------------------- |
| I        | Comparata BALLO Sexbomb | Comparata BALLO Sexbomb |
| VITTORIA | VALENTIN                | JAVIER                  |

#### Accesso con i 3 semafori
Javier, in quanto secondo classificato del girone, dopo lo spareggio con Valentin, ha la possibilità di accedere alla puntata successiva solo se ottiene 3 semafori verdi.
| Concorrente | Esibizione                                 | Organo giudicante      | Esito                  | %                      | %                      |
| Concorrente | Esibizione                                 | Organo giudicante      | Esito                  | Sì                     | No                     |
| ----------- | ------------------------------------------ | ---------------------- | ---------------------- | ---------------------- | ---------------------- |
| JAVIER      | Variazione Le Corsaire - II Atto (Allegro) | Televoto               |                        | 94%                    | 6%                     |
| JAVIER      | Improvvisazione Dalla pelle al cuore       | Luciano Cannito        |                        | –                      | –                      |
| JAVIER      | –                                          | –                      | –                      | –                      | –                      |
| Verdetto    | A rischio eliminazione                     | A rischio eliminazione | A rischio eliminazione | A rischio eliminazione | A rischio eliminazione |

#### Girone "In eliminazione"
L'organo giudicante di questo girone è la commissione interna, chiamata a salvare massimo un allievo. I restanti invece dovranno scontrarsi in sfide dirette per decretare chi passa in terza puntata e chi viene eliminato.
| Concorrente | Esito                  |
| ----------- | ---------------------- |
| NYV         | Accede alla 3ª puntata |
| JAVIER      | A rischio eliminazione |
| GIULIA      | A rischio eliminazione |
| JACOPO      | A rischio eliminazione |
| TALISA      | A rischio eliminazione |
| NICOLAI     | A rischio eliminazione |

#### Ballottaggio
A giudicare le sfide dirette e decretare chi sarà l'eliminato della seconda puntata è l'intera commissione, formata dalla giuria d'eccezione, unita ai professori e alla giuria tecnica (VAR).
| PROVA    | JAVIER                                               | NICOLAI                     |
| -------- | ---------------------------------------------------- | --------------------------- |
| I        | Variazione Flammes de Paris - Pas de deux (Philippe) | Variazione Lo schiaccianoci |
| VITTORIA | NICOLAI                                              | NICOLAI                     |

| PROVA    | JAVIER  | JACOPO                  |
| -------- | ------- | ----------------------- |
| I        | Le reve | Cuore di mare (inedito) |
| VITTORIA | JAVIER  | JAVIER                  |

| PROVA    | JACOPO                      | GIULIA                  |
| -------- | --------------------------- | ----------------------- |
| I        | Questo piccolo grande amore | Va tutto bene (inedito) |
| VITTORIA | GIULIA                      | GIULIA                  |

| PROVA    | JACOPO       | TALISA              |
| -------- | ------------ | ------------------- |
| I        | Frasi a metà | Dance for me wallis |
| VITTORIA | JACOPO       | TALISA              |

### 3ª puntata
La terza puntata del serale è andata in onda venerdì 13 marzo 2020.

#### Primo girone
In questo primo girone a giudicare e scegliere chi potrà accedere alla seconda puntata è la giuria d'eccezione. Per provvedimento disciplinare da parte di tutta la commissione interna, composta dai professori, Nyv passa direttamente in fase di eliminazione.
| Ordine di esibizione | Concorrente | Esibizione                                                 | Classifica | Esito                             |
| -------------------- | ----------- | ---------------------------------------------------------- | ---------- | --------------------------------- |
| 2                    | Nicolai     | Prova Interpretazione Titanic - My heart will go on        | 1º         | Non accede ancora alla 4ª puntata |
| 2                    | Javier      | Prova Interpretazione Titanic - My heart will go on        | 2º         | Non accede ancora alla 4ª puntata |
| 1                    | Gaia        | Master blaster                                             | 3º         | Non accede ancora alla 4ª puntata |
| 3                    | Giulia      | Salvami                                                    | 3º         | Non accede ancora alla 4ª puntata |
| 2                    | Valentin    | Prova Interpretazione Titanic - Irish party in third class | 4º         | Non accede ancora alla 4ª puntata |
| 4                    | Jacopo      | Photograph                                                 | 5º         | A rischio eliminazione            |

#### Secondo girone
In questo secondo girone a giudicare e scegliere chi potrà accedere alla quarta puntata è la giuria d'eccezione.
| Ordine di esibizione | Concorrente | Esibizione                       | Classifica | Esito                                 |
| -------------------- | ----------- | -------------------------------- | ---------- | ------------------------------------- |
| 5                    | Javier      | Il bacio sulla bocca             | 1º         | Candidato ad accedere alla 4ª puntata |
| 3                    | Nicolai     | Il regalo più grande             | 1º         | Candidato ad accedere alla 4ª puntata |
| 4                    | Giulia      | Le domeniche di maggio (inedito) | 2º         | A rischio eliminazione                |
| 2                    | Gaia        | Chega (inedito)                  | 3º         | A rischio eliminazione                |
| 1                    | Valentin    | RITMO                            | 4ª         | A rischio eliminazione                |

Spareggio
Lo spareggio è giudicato ancora una volta dalla giuria d'eccezione.
| PROVA    | JAVIER                        | NICOLAI                       |
| -------- | ----------------------------- | ----------------------------- |
| I        | Comparata BALLO Les bourgeois | Comparata BALLO Les bourgeois |
| VITTORIA | NICOLAI                       | JAVIER                        |

#### Ballottaggio
A giudicare le sfide dirette e a decretare chi sarà l'eliminato della terza puntata è la giuria d'eccezione, unita alla giuria tecnica (VAR).
| PROVA    | JAVIER      | NYV                  |
| -------- | ----------- | -------------------- |
| I        | That's life | The sound of silence |
| VITTORIA | JAVIER      | JAVIER               |

| PROVA    | NYV                | GIULIA          |
| -------- | ------------------ | --------------- |
| I        | Banlieue (inedito) | Io che non vivo |
| VITTORIA | NYV                | NYV             |

| PROVA    | GIULIA                        | GAIA                          |
| -------- | ----------------------------- | ----------------------------- |
| I        | Comparata CANTO A mano a mano | Comparata CANTO A mano a mano |
| VITTORIA | GIULIA                        | GIULIA                        |

| PROVA    | GAIA      | VALENTIN                |
| -------- | --------- | ----------------------- |
| I        | Desperado | Improvvisazione Orobroy |
| VITTORIA | GAIA      | GAIA                    |

| PROVA    | VALENTIN | JACOPO               |
| -------- | -------- | -------------------- |
| I        | –        | Difendimi per sempre |
| VITTORIA | JACOPO   | VALENTIN             |

### 4ª puntata
La quarta puntata del serale è andata in onda venerdì 20 marzo 2020.

#### Primo girone
In questo primo girone a giudicare e scegliere chi potrà accedere alla semifinale è la giuria d'eccezione unita al voto della giuria tecnica (VAR).
| Ordine di esibizione | Concorrente | Esibizione                                     | Classifica | Esito                             |
| -------------------- | ----------- | ---------------------------------------------- | ---------- | --------------------------------- |
| 5                    | Nyv         | In un giorno qualunque                         | 1º         | Accede alla semifinale            |
| 1                    | Gaia        | Medley Sweet dreams / Seven nation army        | 2ª         | Non accede ancora alla semifinale |
| 2                    | Nicolai     | Prova Interpretazione Ghost - Unchained melody | 3º         | Non accede ancora alla semifinale |
| 2                    | Javier      | Prova Interpretazione Ghost - Unchained melody | 4º         | Non accede ancora alla semifinale |
| 4                    | Giulia      | Reginella                                      | 5ª         | Non accede ancora alla semifinale |
| 3                    | Jacopo      | Buon viaggio                                   | 6º         | Non accede ancora alla semifinale |

#### Secondo girone
In questo secondo girone a giudicare e scegliere chi potrà accedere alla semifinale è la commissione interna.
| Ordine di esibizione | Concorrente | Esibizione            | Classifica | Esito                                 |
| -------------------- | ----------- | --------------------- | ---------- | ------------------------------------- |
| 2                    | Nicolai     | Such a night          | 1º         | Candidato ad accedere alla semifinale |
| 4                    | Javier      | Portami a ballare     | 1º         | Candidato ad accedere alla semifinale |
| 3                    | Giulia      | Me so 'mbriacato      | –          | Non accede ancora alla semifinale     |
| 1                    | Jacopo      | Accetto miracoli      | –          | Non accede ancora alla semifinale     |
| 5                    | Gaia        | Coco Chanel (inedito) | –          | Non accede ancora alla semifinale     |

Spareggio
Lo spareggio è giudicato ancora una volta dalla commissione interna.
| PROVA    | JAVIER         | NICOLAI    |
| -------- | -------------- | ---------- |
| I        | Penso positivo | Libertango |
| VITTORIA | JAVIER         | NICOLAI    |

#### Terzo girone
In questo terzo girone a giudicare e scegliere chi potrà accedere alla semifinale è la giuria d'eccezione.
| Ordine di esibizione | Concorrente | Esibizione                       | Classifica | Esito                             |
| -------------------- | ----------- | -------------------------------- | ---------- | --------------------------------- |
| 3                    | Nicolai     | Una lunga storia d'amore         | 1º         | Accede alla semifinale            |
| 2                    | Gaia        | Streets of Philadelphia          | –          | Non accede ancora alla semifinale |
| 1                    | Giulia      | Le domeniche di maggio (inedito) | –          | Non accede ancora alla semifinale |
| 4                    | Jacopo      | Cuore di mare (inedito)          | –          | Non accede ancora alla semifinale |

#### Quarto girone
In questo quarto girone a giudicare e scegliere chi potrà accedere alla semifinale è il televoto. I primi due classificati vengono sottoposti al giudizio della VAR.
| Ordine di esibizione | Concorrente | Esibizione                                                           | Televoto | Televoto   | Esito                             | Esito commissione interna         |
| Ordine di esibizione | Concorrente | Esibizione                                                           | %        | Classifica | Esito                             | Esito commissione interna         |
| -------------------- | ----------- | -------------------------------------------------------------------- | -------- | ---------- | --------------------------------- | --------------------------------- |
| 1                    | Gaia        | Comparata CANTO - Medley Feeling good / Something's got a hold on me | 28%      | 2º         | Candidati alla semifinale         | Accede alla semifinale            |
| 2                    | Jacopo      | Luci blu                                                             | 51%      | 1º         | Candidati alla semifinale         | Non accede ancora alla semifinale |
| 1                    | Giulia      | Comparata CANTO - Medley Feeling good / Something's got a hold on me | 21%      | 3º         | Non accede ancora alla semifinale | Non accede ancora alla semifinale |

#### Ballottaggio
A giudicare il ballottaggio e decretare chi sarà l'eliminato della quarta puntata e chi si aggiudica l'ultima maglia della semifinale è l'intera commissione, formata dalla giuria d'eccezione, unita ai professori e alla giuria tecnica (VAR).
| PROVA    | JACOPO                 | GIULIA                  |
| -------- | ---------------------- | ----------------------- |
| I        | Disinnescare (inedito) | Perfetti sconosciuti    |
| II       | Baciami adesso         | Va tutto bene (inedito) |
| III      | Che vuoi che sia       | Quando finisce un amore |
| VITTORIA | GIULIA                 | JACOPO                  |

### Semifinale
La semifinale del serale è andata in onda venerdì 27 marzo 2020.

#### Accesso immediato alla Finale
Classifica televoto
| Vota il tuo preferito | Vota il tuo preferito | Vota il tuo preferito |
| Concorrente           | Televoto              | Televoto              |
| Concorrente           | %                     | Classifica            |
| Javier                | 31,7%                 | 1º                    |
| Giulia                | 31,3%                 | 2ª                    |
| --------------------- | --------------------- | --------------------- |
| Gaia                  | 26,9%                 | 3ª                    |
| Nyv                   | 5,1%                  | 4ª                    |
| Nicolai               | 5,0%                  | 5º                    |

Javier e Giulia, in quanto rispettivamente primi nella classifica di gradimento dei concorrenti e del televoto hanno la possibilità di accedere alla finale attraverso la votazione di tutta la commissione ottenendo almeno 8 SÌ (su 11), dopo l'esibizione su uno dei pezzi a loro scelta.
| GIULIA   | Tu si na cosa grande          |                               | 6                             | 4                             |
| Verdetto | Non accede ancora alla finale | Non accede ancora alla finale | Non accede ancora alla finale | Non accede ancora alla finale |

| JAVIER   | Siamo due satelliti           |                               | 6                             | 4                             |
| Verdetto | Non accede ancora alla finale | Non accede ancora alla finale | Non accede ancora alla finale | Non accede ancora alla finale |

#### Primo girone
In questo primo girone a giudicare e scegliere chi potrà accedere alla finale è la giuria d'eccezione.
| Ordine di esibizione | Concorrente | Esibizione              | Classifica | Esito                             |
| -------------------- | ----------- | ----------------------- | ---------- | --------------------------------- |
| 1                    | Gaia        | Chega (inedito)         | 1º         | Candidata ad accedere alla finale |
| 4                    | Giulia      | Va tutto bene (inedito) | 1º         | Candidata ad accedere alla finale |
| 2                    | Nicolai     | Comparata BALLO Roxanne | 2º         | Non accede ancora alla finale     |
| 2                    | Javier      | Comparata BALLO Roxanne | 3º         | Non accede ancora alla finale     |
| 3                    | Nyv         | Banlieue (inedito)      | 4º         | Non accede ancora alla finale     |

Spareggio
In questo spareggio a giudicare e scegliere l'allievo che passa alla puntata successiva è la giuria d’eccezione.
| PROVA    | GIULIA                                                                              | GAIA                                                                                |
| -------- | ----------------------------------------------------------------------------------- | ----------------------------------------------------------------------------------- |
| I        | Comparata CANTO - Medley Mi ritorni in mente / Vorrei la pelle nera / Crazy in love | Comparata CANTO - Medley Mi ritorni in mente / Vorrei la pelle nera / Crazy in love |
| II       | Comparata CANTO - Medley Hello / Set fire to the rain                               | Comparata CANTO - Medley Hello / Set fire to the rain                               |
| VITTORIA | GAIA                                                                                | GIULIA                                                                              |

#### Secondo girone
In questo secondo girone a giudicare e scegliere chi potrà accedere alla finale è la commissione interna, composta dai professori.
| Ordine di esibizione | Concorrente | Esibizione            | Classifica | Esito                         |
| -------------------- | ----------- | --------------------- | ---------- | ----------------------------- |
| 4                    | Javier      | Il peso del coraggio  | 1º         | Accede alla finale            |
| 2                    | Nicolai     | Fly me to the moon    | 2º         | Non accede ancora alla finale |
| 3                    | Nyv         | Before you go         | 3ª         | Non accede ancora alla finale |
| 1                    | Giulia      | Il cielo nella stanza | 4ª         | Non accede ancora alla finale |

#### Terzo girone
In questo terzo girone a giudicare e scegliere chi potrà accedere alla seconda puntata è la giuria tecnica (VAR).
| Ordine di esibizione | Concorrente | Esibizione                                  | Classifica | Esito                         |
| -------------------- | ----------- | ------------------------------------------- | ---------- | ----------------------------- |
| 3                    | Nicolai     | La vita                                     | 1º         | Accede alla finale            |
| 3                    | Nicolai     | Variazione Don Quixote - III Atto (Basilio) | 1º         | Accede alla finale            |
| 2                    | Giulia      | Insieme a te non ci sto più                 | –          | Non accede ancora alla finale |
| 1                    | Nyv         | You will never know                         | –          | Non accede ancora alla finale |

#### Ballottaggio
A giudicare il ballottaggio e decretare chi sarà l'eliminato della semifinale e chi si aggiudica l'ultima maglia della finale è il televoto.
| PROVA    | NYV                | GIULIA                           |
| -------- | ------------------ | -------------------------------- |
| I        | Un'estate fa       | Le domeniche di maggio (inedito) |
| II       | Personne (inedito) | Meraviglioso amore mio           |
| III      | Con il nastro rosa | Chiamami ancora amore            |
| VITTORIA | GIULIA (70%)       | NYV (30%)                        |

### Finale
La finale del serale è andata in onda venerdì 3 aprile 2020. 
- Gaia Gozzi vince la diciannovesima edizione di Amici e il premio di 150000 €.
- Javier Rojas vince il premio della categoria Danza di 50000 €.
- Il premio della critica TIM, anch'esso del valore di 50000 €, viene assegnato a Javier Rojas.
- Il premio TIM Music, assegnato alla canzone più ascoltata sulla piattaforma digitale, del valore di 20000 €, viene assegnato a Coco Chanel di Gaia.
- Il premio TIM, del valore di 30000 €, viene assegnato durante la semifinale di venerdì 27 marzo a Nyv.
- Dalla prima puntata fino alla finale Marlù assegna a ciascun concorrente eliminato il premio del valore di 7000 €.

#### Primo girone
| PROVA | GAIA                                                                      | GIULIA                                                                    | NICOLAI                   | JAVIER                    |
| ----- | ------------------------------------------------------------------------- | ------------------------------------------------------------------------- | ------------------------- | ------------------------- |
| I     | Because the night                                                         | Dog days are over                                                         | Angel                     | L-O-V-E                   |
| II    | Comparata CANTO - Medley I say a little prayer / Chain of fools / Respect | Comparata CANTO - Medley I say a little prayer / Chain of fools / Respect | Comparata BALLO Amsterdam | Comparata BALLO Amsterdam |

Classifica Televoto
| Classifica | Concorrente | % Televoto |
| ---------- | ----------- | ---------- |
| 1°         | Giulia      | 33,0%      |
| 2ª         | Gaia        | 32,6%      |
| 3°         | Javier      | 27,8%      |
| 4°         | Nicolai     | 6,6%       |

Classifica finale
| Classifica | Concorrente | % Televoto + Giuria tecnica (VAR) |
| ---------- | ----------- | --------------------------------- |
| 1°         | Gaia        | 30,3%                             |
| 2°         | Javier      | 27,8%                             |
| 3ª         | Giulia      | 26,3%                             |
| 4°         | Nicolai     | 15,6%                             |

#### Secondo girone
| PROVA | GAIA                                                         | GIULIA                                                       | JAVIER                                            |
| ----- | ------------------------------------------------------------ | ------------------------------------------------------------ | ------------------------------------------------- |
| I     | Chega (inedito)                                              | Va tutto bene (inedito)                                      | Halleluja                                         |
| II    | Comparata CANTO - Medley La sera dei miracoli / Another love | Comparata CANTO - Medley La sera dei miracoli / Another love | Oriental music                                    |
| III   | L'emozione non ha voce                                       | Bella senz'anima                                             | C'è tempo                                         |
| IV    | Can't help falling in love                                   | Nietzsche (inedito)                                          | Variazione Diane et Actéon - Pas de deux (Actéon) |

Classifica Televoto
| Chi va in Finalissima? | Chi va in Finalissima? | Chi va in Finalissima? |
| Classifica             | Concorrente            | % Televoto             |
| ---------------------- | ---------------------- | ---------------------- |
| 1°                     | Giulia                 | 39,8%                  |
| 2ª                     | Gaia                   | 34,2%                  |
| 3°                     | Javier                 | 26,0%                  |

Classifica finale
| Chi va in Finalissima? | Chi va in Finalissima? | Chi va in Finalissima?          |
| Classifica             | Concorrente            | % Televoto + Giuria d'eccezione |
| 1°                     | Gaia                   | 42,7%                           |
| ---------------------- | ---------------------- | ------------------------------- |
| 2ª                     | Giulia                 | 30,4%                           |
| 3°                     | Javier                 | 26,9%                           |

#### Ballottaggio
| PROVA | GIULIA                           | JAVIER                                      |
| ----- | -------------------------------- | ------------------------------------------- |
| I     | Caruso                           | Basta così                                  |
| II    | Le domeniche di maggio (inedito) | Variazione Don Quixote - III Atto (Basilio) |

Classifica finale
| Chi va in Finalissima? | Chi va in Finalissima? | Chi va in Finalissima?  |
| Classifica             | Concorrente            | % Televoto + Professori |
| 1ª                     | Javier                 | 63,0%                   |
| 2º                     | Giulia                 | 37,0%                   |
| ---------------------- | ---------------------- | ----------------------- |

#### Finalissima
| PROVA      | GAIA                       | JAVIER                                               | VANTAGGIO    |
| ---------- | -------------------------- | ---------------------------------------------------- | ------------ |
| I          | Coco Chanel (inedito)      | Jam                                                  | Javier       |
| II         | Knocking' on heaven's door | Variazione Flammes de Paris - Pas de deux (Philippe) | N.D.         |
| III        | Do you think i'm sexy      | Penso positivo                                       | N.D.         |
| IV         | Tu non mi basti mai        | Les bourgeois                                        | N.D.         |
| V          | Fucsia (inedito)           | Il bacio sulla bocca                                 | N.D.         |
| SECONDO    | JAVIER 46,6%               | JAVIER 46,6%                                         | JAVIER 46,6% |
| VINCITRICE | GAIA 53,4%                 | GAIA 53,4%                                           | GAIA 53,4%   |

## Riassunto gare inediti
Dalla seconda settimana del serale prende il via la gara degli inediti. I brani vengono giudicati da 3 organi differenti: dal pubblico tramite il punto TIM, che viene assegnato al brano più ascoltato sulla piattaforma TIMmusic, dai professori unicamente di canto e infine dall'emittente radiofonica R101.
     Vincitore gara inediti
| Gara nº | Puntata  | Allievi | Inediti                | Punti | Punti      | Punti |
| Gara nº | Puntata  | Allievi | Inediti                | TIM   | Professori | R101  |
| ------- | -------- | ------- | ---------------------- | ----- | ---------- | ----- |
| 1       | [ N 10 ] | Giulia  | Va tutto bene          | N.D.  |            | N.D.  |
| 1       | [ N 10 ] | Jacopo  | Cuore di mare          |       | N.D.       |       |
|         |          |         |                        |       |            |       |
| 2       | [ N 11 ] | Gaia    | Chega                  |       |            | N.D.  |
| 2       | [ N 11 ] | Nyv     | Blues d'alcool         | N.D.  | N.D.       |       |
|         |          |         |                        |       |            |       |
| 3       | [ N 12 ] | Gaia    | Coco Chanel            |       | N.D.       |       |
| 3       | [ N 12 ] | Giulia  | Le domeniche di maggio | N.D.  | N.D.       | N.D.  |
|         |          |         |                        |       |            |       |
| 4       | [ N 13 ] | Gaia    | Fucsia                 |       |            | N.D.  |
| 4       | [ N 13 ] | Giulia  | Amore a lieto fine     | N.D.  | N.D.       |       |
| 4       | [ N 13 ] | Nyv     | Banlieue               | N.D.  | N.D.       | N.D.  |
|         |          |         |                        |       |            |       |

## Commissione della critica
Nella finale è presente in diretta streaming una commissione, per assegnare tra i finalisti il premio della critica del valore di 50000 €, composta da:
| Marco Mangiarotti   | QN                   |
| Paolo Giordano      | Il Giornale          |
| Andrea Laffranchi   | Corriere della Sera  |
| Luca Dondoni        | La Stampa            |
| Claudia Fascia      | Ansa                 |
| Antonella Nesi      | AdnKronos            |
| Valentina Innocente | LaPresse             |
| Davide Maggio       | DavideMaggio.it      |
| Andrea Amato        | Tv Zoom.it           |
| Andrea Conti        | IlFattoQuotidiano.it |
| Cinzia Marongiu     | Tiscali.it           |
| Stefano Fisico      | BillboardItalia      |
| Massimiliano Longo  | AllMusicItalia.it    |
| Francesco Foderà    | Metro                |
| Ilaria Ravarino     | Il Messaggero        |
| Fabrizio Biasin     | Libero Quotidiano    |
| Renato Tortarolo    | Il Secolo XIX        |
| Renato Franco       | Corriere della Sera  |
| Alessandro Ferrucci | Il Fatto Quotidiano  |
| Federico Vacalebre  | Il Mattino           |
| Carmen Guadalaxara  | Il Tempo             |
| Anna Lupini         | TvZap.it             |
| Domenico Catagnano  | Tgcom24.it           |
| Francesco Raiola    | Fanpage.it           |
| Filippo Ferrari     | RollingStone.it      |
| Mario Manca         | VanityFair.it        |
| Gianni Sibilla      | Rockol.it            |
| Rita Vecchio        | Leggo                |

## Giuria

### Commissione interna
Canto
- Anna Pettinelli
- Rudy Zerbi
- Stash Fiordispino

Ballo
- Alessandra Celentano
- Timor Steffens
- Veronica Peparini

### Commissione esterna
Giuria d'eccezione
     Presente in puntata

| Giurato            | Puntate | Puntate | Puntate | Puntate | Puntate    | Puntate | Totale |
| Giurato            | 1ª      | 2ª      | 3ª      | 4ª      | Semifinale | Finale  | Totale |
| ------------------ | ------- | ------- | ------- | ------- | ---------- | ------- | ------ |
| Vanessa Incontrada |         |         |         |         |            |         | 6      |
| Gabry Ponte        |         |         |         |         |            |         | 6      |
| Loredana Bertè     |         |         |         |         |            |         | 2      |
| Christian De Sica  |         |         |         |         |            |         | 1      |
| Alessia Marcuzzi   |         |         |         |         |            |         | 3      |

### Supervisori tecnici (VAR)
- Luciano Cannito (ballo)
- Peppe Vessicchio[N 14] (canto)

## Ospiti
| Puntata    | Messa in onda    | Ospiti                                                                                    | Presenze fisse        | Duettanti                                                |
| ---------- | ---------------- | ----------------------------------------------------------------------------------------- | --------------------- | -------------------------------------------------------- |
| 1          | 28 febbraio 2020 | Tommaso Paradiso, Mattia Santori, Jasmine Cristallo, Lorenzo Donnoli, Luciana Littizzetto | Al Bano, Romina Power | Ghali, Ermal Meta, Emma, Alessandra Amoroso, J-Ax, Elisa |
| 2          | 6 marzo 2020     | Sabrina Ferilli, Filippo Magnini, Giorgia Palmas                                          | Al Bano, Romina Power | Fabrizio Moro, Loredana Bertè, Mahmood, Al Bano          |
| 3          | 13 marzo 2020    | –                                                                                         | Al Bano, Romina Power | –                                                        |
| 4          | 20 marzo 2020    | –                                                                                         | Al Bano, Romina Power | –                                                        |
| Semifinale | 27 marzo 2020    | –                                                                                         | Al Bano, Romina Power | –                                                        |
| Finale     | 3 aprile 2020    | Alberto Urso                                                                              | Al Bano, Romina Power | –                                                        |

## Ascolti

### Serale
| Puntata    | Messa in onda    | Telespettatori | Share  | Fonte |
| ---------- | ---------------- | -------------- | ------ | ----- |
| 1          | 28 febbraio 2020 | 3 778 000      | 19,82% | [ 3 ] |
| 2          | 6 marzo 2020     | 3 677 000      | 19,92% | [ 4 ] |
| 3          | 13 marzo 2020    | 4 345 000      | 18,51% | [ 5 ] |
| 4          | 20 marzo 2020    | 4 145 000      | 19,45% | [ 6 ] |
| Semifinale | 27 marzo 2020    | 4 597 000      | 20,49% | [ 7 ] |
| Finale     | 3 aprile 2020    | 4 822 000      | 22,78% | [ 8 ] |
| Media      | Media            | 4 227 000      | 20,16% |       |

- Nota: La finale, in termini di share con il 22,78%, risulta essere la meno vista della storia del serale di Amici di Maria De Filippi. Prima di allora il record lo deteneva la undicesima edizione, la cui la finale aveva totalizzato il 22,96% di share.

## L'interesse delle case discografiche
Anche durante quest'edizione è stata data la possibilità ad alcuni cantanti di firmare un contratto con alcune case discografiche per la realizzazione degli album d'esordio. In particolare si tratta di:
- Gaia con la Sony Music, che il 20 marzo ha pubblicato in versione digitale l'EP Genesi.
- Giulia Molino con l'etichetta indipendente Isola degli Artisti, che il 20 marzo ha pubblicato in versione digitale l'EP Va tutto bene.
- Nyv con la Sugar Music, che il 20 marzo ha pubblicato in versione digitale l'album Low Profile.
- Jacopo Ottonello con l'etichetta indipendente Kazal (Sony Music), che il 20 marzo ha pubblicato in versione digitale l'EP Colori.
- Francesco Bertoli con la Virgin Records Italy (in licenza Universal Music), che il 27 marzo ha pubblicato in versione digitale l'album Carpe diem.